# سیدات
سیدات (به فرانسوی: Saidate) یک منطقهٔ مسکونی در مراکش است که در استان شیشاوه واقع شده‌است. سیدات ۶٬۵۵۲ نفر جمعیت دارد.